# اداره حمل و نقل توکیو
اداره حمل و نقل توکیو ((به ژاپنی: 東京都交通局 Tōkyō-to Kōtsū-kyoku)) یک اداره حمل و نقل است که در توکیو خدمات خود را در پنج زمینه قطار شهری، تراموا، Automated People Mover، مونوریل و اتوبوس ارائه می‌دهد.
متروی توئی وابسته به این اداره است و یکی از دو قطار شهری است که با یکدیگر تشکیل سیستم قطار زیرزمینی توکیو را می‌دهند قطار شهری دیگر این سیستم متروی توکیو نام دارد.